# Home鍵
Home鍵（起始键）是一個於IBM/Windows鍵盤上的按鍵。

## 功能
Home鍵与End鍵正相反，若只單獨按Home游標則會定位到本行的最前面，如果按Ctrl+Home鍵，游標定位到文檔最前面。當按下Home鍵時游標移到一行的開頭或移到網頁的最上方。